# Павлов, Михаил Алексеевич
Михаил Алексеевич Павлов (27 мая 1884 года, с. Покровка, Екатеринославской губернии — 4 июня 1938 года, Хабаровск) — российский геолог и минералог. Участник ряда научных экспедиций к побережью Баренцева и Карского морей, Новую Землю и Землю Франца Иосифа, а также к Северному полюсу.

## Биография
Родился в 1884 году в семье горного инженера. В 1905 году окончил Царскосельский лицей, и поступил в Санкт-Петербургский университет, который окончил в 1910 году.
В 1910—1911 годах в паре с Владимиром Юльевичем Визе организовал геологическую экспедицию на Кольский полуостров, где изучал структуру и строение Хибинского и Ловозерского горных массивов.
В 1912—1914 годах принял участие в 740-дневной экспедиции на Северный полюс, под руководством Георгия Яковлевича Седова на шхуне «Святой мученик Фока». В рамках экспедиции обследовал побережья ряда северных морей.
С 1915 года преподавал в Петроградском университете на кафедре минералогии, в этом же году окончил вуз, в общей сложности из-за экспедиции, обучение продлилось девять лет.
С 1917 года работал в Пермском университете, по заданию университета был отправлен в командировку к истокам реки Печоры с целью подготовки большой геологической экспедиции в этот район, которая планировалась на 1918 год. Однако начавшаяся в стране гражданская война осуществлению этих планов помешала.
В начале 1919 года перевелся на работу в Екатеринбургский горный институт, где он занял должность доцента кафедры петрографии и минералогии. Летом институт был полностью эвакуирован во Владивосток.
После установления советской власти Павлов занял должность профессора Кафедры минералогии, вновь образованного Восточного института. С 1922 по 1931 год работал в Дальневосточном отделении Геологического комитета. Занимался геологоразведкой в Приморье и на Чукотке.
В 1932 году арестован НКВД, приговорен к 10 годам лагерей, работал на возведении железнодорожной развязки Волочаевка-Комсомольск-на-Амуре. В 1938 году был обвинен в саботаже, и 4 июня этого же года был расстрелян в подвале Хабаровской тюрьмы. Посмертно реабилитирован в 1957 году.
Имя Павлова носят гора и ледник на Новой Земле, озеро на острове Джексона и мыс на восточной стороне острова Рудольфа Земли Франца-Иосифа.